# Hakluyt Society
La Hakluyt Society  est une association à but non lucratif dont le siège est à Londres. La Hakluyt Society consacre son action à l'avancement de la compréhension de l'histoire mondiale. Elle est reconnue comme un éditeur de textes historiques spécialisée dans la période des Grandes découvertes.

## Activités
L'activité principale de la "Société Hakluyt" est la publication d'ouvrages de récits de voyages à partir de sources de première main des explorateurs, navigateurs et aventuriers à travers le monde. Le thème aborde à la fois la géographie, l'ethnologie et l'histoire naturelle des régions visitées.
L'abonnement annuel permet à ses membres de recevoir des volumes publiés par l'association pendant la période d'adhésion. Actuellement, deux ou trois volumes sont publiés chaque année.

## Histoire
Fondé en 1846 par William Cooley, cet organisme porte le nom de Richard Hakluyt (1552-1616), qui fut un auteur anglais, un collectionneur, un rédacteur et un traducteur de récits et d'autres documents se rapportant aux voyages et à l'outre-mer britannique. La Hakluyt Society a ainsi publié les récits de Guillaume de Rubrouck, Ibn Battuta, Fabian Gottlieb von Bellingshausen, Pedro Cieza de León, John Cabot, Christophe Colomb, Ferdinand Magellan, Cosmas Indicopleustes, James Cook, Vasco de Gama, Simon Dejnev, Francis Drake, Humphrey Gilbert, La Pérouse, Ludwig Leichhardt, Ma Huan, Olaus Magnus, Jens Munk, et George Vancouver.
Parmi les membres célèbres de l'association, Clements Markham en est le président de 1886 à 1910. Henry Vignaud en devint membre en 1908.
Une organisation jumelle américaine a été créée en 1996, par l'Université Brown aux États-Unis, l'année même des 150 ans de l'organisation mère britannique. L'organisme américain est également une association sans but lucratif et sa vocation demeure la même que celle de Londres, avec toutefois une spécialisation pour tout ce qui concerne les États-Unis.